# Mesa de Diálogo
Mesa de Diálogo de Derechos Humanos fue una instancia de conversación entre miembros de la sociedad civil, representantes de instituciones con los mandatarios de las Fuerzas Armadas de Chile. El objetivo era que las instituciones armadas entregaran información sobre el tema de los detenidos desaparecidos durante la dictadura militar en Chile.

## Historia

### Convocatoria
El 16 de octubre de 1998, Augusto Pinochet fue detenido en Londres. El Gobierno de Eduardo Frei Ruiz-Tagle debió solicitar su expulsión de Inglaterra. El fundamento para la detención del exdictador fueron las violaciones de los derechos humanos cometidas bajo su mandato. Mientras Pinochet estaba detenido en Londres, tramitando su proceso de extradición a España en 1999, el Gobierno de Frei convocó a una Mesa de Diálogo de Derechos Humanos para avanzar en el esclarecimiento del destino final de los detenidos desaparecidos. Los informes Rettig e informe Corporación entregaron cifras que más de mil cien personas habían sido secuestradas por agentes del Estado durante la dictadura y la gran mayoría de ellas continuaban como desaparecidos. Los participantes de la Mesa alcanzaron un acuerdo en el que se precisó que era responsabilidad del Estado chileno en su conjunto poner a disposición de los tribunales de justicia la información de que disponían para permitir el avance de las investigaciones judiciales de estos casos a fin de establecer el paradero de esas personas.

### Integrantes
- Gobierno: 
  - Mario Fernández, ministro de Defensa. Anteriormente Edmundo Pérez Yoma, exministro de Defensa.
  - Luciano Fouillioux, asesor.
- Fuerzas Armadas y de Orden: 
  - Felipe Howards, almirante.
  - Ángel Flisfisch, subsecretario de Guerra.
  - Reinaldo Ríos, general de Carabineros.
  - Juan Carlos Salgado, general de Ejército.
- Abogados: 
  - Pamela Pereira, abogada de derechos humanos.
  - Héctor Salazar, abogado de derechos humanos.
  - Roberto Garretón, abogado de derechos humanos.
  - Jaime Castillo, abogado de derechos humanos.
  - Gonzalo Sánchez García-Huidobro, abogado y secretario ejecutivo.
  - José Zalaquett, abogado de derechos humanos.
- Ámbito religioso: 
  - Sergio Valech, obispo auxiliar de la Arquidiócesis de Santiago.
  - Dany Simonsohn, representante de la comunidad judía, reemplazado por León Cohen.
  - Víctor Aravena, obispo de la comunidad evángélica.
- Ámbito de la cultura: 
  - Sol Serrano, historiadora.
  - Jorge Carvajal, maestro de la Gran Logia.
  - Guillermo Blanco, escritor y periodista.
  - Gonzalo Vial, historiador, exministro de Educación.
- Ámbito de la ciencia: 
  - Claudio Teitelboim, científico.
  - Elizabeth Lira, socióloga experta en derechos humanos.
  - Jorge Manzi, sicólogo y secretario ejecutivo.[2]

### Primeras sesiones
La Mesa de Diálogo tuvo su primera sesión el 21 de agosto de 1999, se inició con un discurso a cargo del ministro de Defensa del gobierno de Frei Ruiz Tagle, Edmundo Pérez Yoma. Se inició el trabajo de esta instancia con los planteamientos de cada uno de los miembros, estos exponía su opinión sobre los temas de derechos humanos no resueltos en el país. El abogado José Zalaquett, en su ponencia señaló que uno de los objetivos que debe tener esta instancia era el conocer la verdad de las graves violaciones a los derechos humanos cometidas en el pasado, como saber el paradero de los detenidos desaparecidos. Señaló que además se debía avanzar en que las responsabilidades sobre las violaciones a los derechos sean asumidas por todos los sectores.
Los representantes de las Fuerzas Armadas también expusieron sus opiniones, el representante del ejército, el general Juan Carlos Salgado, dijo en su intervención: «La justicia resulta aún más compleja que abordar, toda vez que esta con sus diversas percepciones, puede obstaculizar la reconstitución de la verdad, siendo esta última reconocido como un valor superior respecto de la primera. Por ello estimamos que la búsqueda de justicia absoluta pudiera atentar contra la felicidad y la paz del Pueblo de Chile. Valores que tiene que estar sobre los anteriores por la búsqueda del bien común».

### Declaración final
El 13 de junio de 2000 se presentó el Acuerdo final de la Mesa de Diálogo. En una ceremonia en el Palacio de La Moneda, los miembros de la mesa presentaron al presidente Ricardo Lagos el Acuerdo final de la Mesa de Diálogo. El resultado de esta instancia fue una declaración en la cual participaron todos los miembros de la Mesa de Diálogo. En esta declaración lo más importante fue que, por primera vez desde el regreso de la democracia, que las Fuerzas Armadas reconocieron las graves violaciones a los derechos humanos que se cometieron en la dictadura.  En la declaración final se señaló: 

“Hay otros hechos sobre los cuales no cabe otra actitud legítima que el rechazo y la condena, así como la firme decisión de no permitir que se repitan. Nos referimos a las graves violaciones a los derechos humanos en que incurrieron agentes de organizaciones del Estado durante el gobierno militar”.

## Consecuencias
La Mesa terminó en junio de 2000 con el compromiso de las Fuerzas Armadas de realizar, durante los seis meses siguientes, todos los esfuerzos para obtener información útil con el fin de encontrar los restos de los detenidos desaparecidos y establecer su destino final. Como resultado de los acuerdos alcanzados, en enero de 2001 las Fuerzas Armadas y de Orden entregaron un listado señalando lo que habría sido el destino final de 200 víctimas, entre ellas 180 identificadas y 20 NN. Los familiares de las víctimas y la sociedad en su conjunto se sintieron fuertemente impactadas por estos antecedentes, que dio a conocer oficialmente al país el presidente de la República, Ricardo Lagos Escobar, haciendo entrega de tal información a la Corte Suprema y solicitándole reforzar las instancias judiciales para avanzar en el establecimiento de la verdad y aclarar el destino de los detenidos desaparecidos. La Corte Suprema, a su vez, procedió a designar ministros en visita, jueces especiales con dedicación exclusiva y jueces preferentes y ordenó la reapertura de procesos en torno al tema, agilizando notablemente la acción de los tribunales en todo el país y abriendo de hecho nuevas posibilidades para establecer el destino de las víctimas del período 1973-1990.
Como resultado del trabajo de la Mesa de Diálogo, fueron conocer el paradero de los asesores del Presidente Allende y algunos de sus integrantes de su guardia personal (GAP) que fueron detenidos en La Moneda el 11 de septiembre de 1973, los que resultaron asesinados y sus cuerpos ocultos en un pozo en desuso ubicado al interior del predio militar de Peldehue. Si bien sus cuerpos fueron desenterrados a fines de 1978 en la llamada “Operación Retiro de Televisores” ordenada por el dictador Augusto Pinochet, la Mesa de Diálogo pudo recabar el lugar donde los cuerpos habían sido escondidos. De esta búsqueda se obtuvo alrededor de unas 500 pequeñas piezas óseas que quedaron de la remoción, lo que hasta ahora permitió la identificación de 14 de ellos, realizada por el Servicio Médico Legal apoyado por laboratorios extranjeros. A la vez a partir de la información llegada a la Mesa de Diálogo, se pudo ubicar el pique de una mina abandonada en el sector de Cuesta Barriga al poniente de Santiago, donde fueron lanzados un número indeterminado de cuerpos durante el período de la DINA. Si bien estos cuerpos también fueron sacados a comienzos de 1979 en el marco de la “Operación Retiro de Televisores”, posterior a la Mesa de Diálogo fueron rescatadas un gran número de pequeñas piezas óseas. Esto permitió que, hasta ahora, el Servicio Médico Legal con el apoyo de laboratorios extranjeros, pudiese identificar a 11 víctimas desaparecidas. Producto de la Mesa de Diálogo, el Ejército emitió una lista con la información del destino final de 200 prisioneros. De ellos, 122 figuran como “lanzados al mar” y 21 arrojados a ríos y lagos. En aquella lista, otros 20 prisioneros figuran como “NN” sin destino final.